# 716 CCFL
A carreira 716 da Carris, transportadora coletiva municipal de Lisboa, Portugal, é simbolizada com a cor azul. e é uma carreira complementar na rede de transportes públicos da cidade de Lisboa. Tem os seus terminais no Alameda Dom Afonso Henriques e em Benfica, junto ao Parque Silva Porto na Avenida Grão Vasco, passando por Sete Rios e Estrada de Benfica.
Teve o seu início no dia 26 de junho de 2010, integrada na terceira fase da rede 7 que preconizou a reestruturação da rede por via da abertura da linha transversal do Metropolitano de Lisboa. Nessa data a carreira 716 fazia a ligação entre São Sebastião (Avenida Marquês de Tomar) e Benfica. Em 11 de outubro de 2010 esta carreira é prolongada ao Arco do Cego para, segundo a Carris, "proporcionar um maior conforto e segurança no transbordo da carreira 716 com a restante rede da CARRIS e Metro (Linhas Vermelha e Amarela)". A 1 de março de 2013, novas alterações viárias na zona do Arco do Cego, determinam a alteração do terminal desta carreira para junto da Alameda de Dom Afonso Henriques.
A 26 de Abril de 2011, sem qualquer aviso aos clientes, a carreira 716 sofre uma redução de serviço, no sentido da diminuição das viagens em todo o seu período de funcionamento.
A 21 de Julho de 2012, no âmbito da abertura do metropolitano ao Aeroporto de Lisboa, a carreira 716 sofre uma redução de serviço, sendo suprimidas todas as suas viagens no periodo do corpo do dia (entre as 10h00 e as 16h30).
A 8 de Junho de 2019, esta carreira voltou a fazer viagens ao longo de todo o dia até às 21:00 e, começou também novamente a circular ao Sábado.

## Características

### Estação
Pontinha

### Material circulante
MAN 18-280 (série 2401-2450) Caetano Citygold

### Tipologia
Esta carreira é classificada como complementar pelo facto de assegurar a ligação direta entre alguns pontos servidos por diferentes carreiras estruturantes da rede da Carris. Faz parte do grupo de quatro carreiras que percorre a Estrada de Benfica praticamente de uma ponta à outra, permitindo a ligação da freguesia de Benfica com a estação de Sete Rios.
Funciona diariamente entre as 05:00 até às 21:30, aproximadamente. No percurso nocturno, a ligação passa a estar assegurada pela combinação do serviço das carreiras 726 e 746.

## Percurso
Descrição áudio da carreira 716.

### Sentido Benfica
Alameda D. Afonso Henriques → Arco do Cego → Praça de Espanha → Sete Rios → Estrada de Benfica → Calhariz → Benfica Terminal
Saindo do terminal de Alameda D. Afonso Henriques, o autocarro percorre algumas artérias da zona das Avenidas Novas como Defensores de Chaves, Miguel Bombarda e Marquês de Tomar, servindo o interior desta zona da cidade. Junto à Igreja de Nossa Senhora de Fátima, o autocarro entra na Avenida de Berna. Nos poucos metros que percorre até à Praça de Espanha, serve alguns estabelecimentos civis de grande importância na cidade: o Hospital de Curry Cabral, a Faculdade de Ciências Sociais e Humanas e a Fundação Calouste Gulbenkian. Alcançando a Praça de Espanha, o autocarro serve o interface rodoviário instalado nas imediações desta praça, com ligação à linha de Metropolitano da Gaivota, à maioria das carreiras da TST que cruza a Ponte de 25 de Abril e ainda a uma carreira da Vimeca com destino a Caxias, Paço d'Arcos e Oeiras.
Após a Praça de Espanha, percorre os poucos metros que separam este interface de Sete Rios, um dos principais interfaces da cidade de Lisboa com conexão a outros serviços da Carris, autocarros de longo curso, metropolitano e comboios Urbanos e de médio e longo curso da CP e da Fertagus. Também em Sete Rios é possível o acesso ao Jardim Zoológico de Lisboa e à Escola Secundária de Dom Pedro V.
Posteriormente, o autocarro dirige-se de Sete Rios para a Estrada de Benfica, servindo São Domingos de Benfica, em parceria com as carreiras 202, 746 e 758 as quais, conjuntamente com esta carreira 716, constituem o eixo da Estrada de Benfica e que permite a ligação de Benfica até ao interface Sete Rios, num serviço de alta frequência, funcionando 24 horas por dia, todos os dias da semana. A Estrada de Benfica é um eixo rodoviário vertebrador e que dá serviço a um conjunto habitacional bastante denso. Praticamente ao meio da Estrada de Benfica encontra-se o Calhariz de Benfica, designação dada a uma zona da Estrada de Benfica e que se situa numa encruzilhada de caminhos, a partir dos quais se pode divergir tanto para a continuação da Estrada de Benfica - e que continua pelo concelho da Amadora sob o nome de Avenida Elias Garcia - como por uma artéria de ligação à Estrada da Luz, com passagem pelo Centro Comercial Colombo. Junto a esta paragem localiza-se a Escola José Gomes Ferreira e o Centro Comercial Fonte Nova.
O autocarro, a partir do Calhariz de Benfica, segue para a continuação da Estrada de Benfica passando pela Escola Pedro de Santarém e pela Igreja de Benfica, junto à qual vira à esquerda para entrar na Avenida Grão Vasco, que dá acesso à Alameda Padre Álvaro Proença.
É neste arruamento que a carreira 716 faz o seu terminal, junto do Parque Silva Porto, e no local onde, em tempos, se situava o terminal dos eléctricos que serviam Benfica.
| código | paragem                                    | ligação                     | ligação ML | ligação         | outras ligações |
| ------ | ------------------------------------------ | --------------------------- | ---------- | --------------- | --------------- |
| cod    | Alameda D. Afonso Henriques                | 708 713 717 720 735 767     |            |                 |                 |
| cod    | Av. Antonio Jose Almeida                   | 713 720 742 767             |            |                 |                 |
| 11118  | Arco do Cego - Av. Miguel Bombarda         | 713 726 742                 |            |                 |                 |
| 01811  | Avenida Miguel Bombarda                    | 713 726 742                 |            |                 |                 |
| 01407  | Avenida Visconde de Valmor                 | 726                         |            |                 |                 |
| 33102  | Avenida de Berna (Rêgo)                    | 726 756                     |            |                 | TST             |
| 01503  | Praça de Espanha (Avenida de Berna)        | 726 756                     |            |                 |                 |
| 01505  | Praça de Espanha                           | 726 746                     |            |                 | TST             |
| 01507  | Avenida Madame Curie                       | 726 746                     |            |                 |                 |
| 01601  | Rua Dr. António Granjo                     | 726 731 746                 |            |                 |                 |
| 01621  | Estação Sete Rios                          | 202 701 726 731 746 758 770 |            | Sintra Azambuja | Fertagus        |
| 01607  | Sete Rios                                  | 202 746 758                 |            |                 |                 |
| 01616  | Estrada de Benfica (Furnas)                | 202 746 758                 |            |                 |                 |
| 10706  | Rua Duarte Galvão                          | 202 746 758                 |            |                 |                 |
| 10704  | Bairro Novo                                | 202 746 758                 |            |                 |                 |
| 10702  | São Domingos de Benfica                    | 202 746 758                 |            |                 |                 |
| 10830  | Pupilos do Exército                        | 202 746 758                 |            |                 |                 |
| 10826  | Rua Professor Reinaldo dos Santos          | 202 746 758                 |            |                 |                 |
| 10814  | Calhariz                                   | 202 746 758                 |            |                 |                 |
| 10802  | Escola Pedro Santarém                      | 202 729 746 750 758 767     |            |                 |                 |
| 10906  | Estrada de Benfica (Avenida Gomes Pereira) | 729 746 758                 |            |                 |                 |
| 10904  | Igreja de Benfica                          | 729 746 758                 |            |                 |                 |
| 10921  | Avenida Grão Vasco                         | 729                         |            |                 |                 |
| 10915  | BENFICA - Alameda Padre Álvaro Proença     | [ 6 ]                       |            |                 |                 |

### Sentido Alameda D. A Henriques
Benfica Terminal → Calhariz → Estrada de Benfica → Sete Rios → Praça de Espanha → Arco do Cego → Alameda D. Afonso Henriques
| código | paragem                                            | ligação                 | ligação ML | ligação         | outras ligações |
| ------ | -------------------------------------------------- | ----------------------- | ---------- | --------------- | --------------- |
| cod    | BENFICA - Alameda Padre Álvaro Proença             | [ 6 ]                   |            |                 |                 |
| cod    | Avenida Grão Vasco                                 | 729                     |            |                 |                 |
| cod    | Igreja de Benfica                                  | 729 746 758             |            |                 |                 |
| cod    | Estrada de Benfica (Avenida Gomes Pereira)         | 729 746 758             |            |                 |                 |
| cod    | Escola Pedro Santarém                              | 202 746 758             |            |                 |                 |
| cod    | Calhariz                                           | 202 746 758             |            |                 |                 |
| cod    | Rua Professor Reinaldo dos Santos                  | 202 746 758             |            |                 |                 |
| cod    | Pupilos do Exército                                | 202 746 758             |            |                 |                 |
| cod    | São Domingos de Benfica                            | 202 746 758             |            |                 |                 |
| cod    | Bairro Novo                                        | 202 746 758             |            |                 |                 |
| cod    | Rua Duarte Galvão                                  | 202 746 758             |            |                 |                 |
| cod    | Estrada de Benfica (Furnas)                        | 202 746 758 770         |            |                 |                 |
| cod    | Sete Rios                                          | 202 746 758             |            |                 |                 |
| cod    | Av. Columbano Bordalo Pinheiro (Estação Sete Rios) | 202 726 731 746         |            | Sintra Azambuja | Fertagus        |
| cod    | Rua Dr. António Granjo                             | 726 731 746             |            |                 |                 |
| cod    | Avenida Madame Curie                               | 726 746                 |            |                 |                 |
| cod    | Praça de Espanha                                   | 726                     |            |                 | TST             |
| cod    | Praça de Espanha (Avenida de Berna)                | 726 756                 |            |                 |                 |
| cod    | Avenida de Berna (Rêgo)                            | 726 756                 |            |                 | TST             |
| cod    | Avenida Visconde de Valmor                         | 726                     |            |                 |                 |
| cod    | Avenida Marquês de Tomar                           | 726                     |            |                 |                 |
| cod    | Saldanha (Avenida Duque d’Ávila)                   | 713 726 742             |            |                 |                 |
| cod    | Arco do Cego                                       | [ 9 ]                   |            |                 |                 |
| cod    | Alameda Dom Afonso Henriques                       | 708 713 717 720 735 767 |            |                 |                 |

## Horário
Ficheiros em formato PDF
- Alameda → Benfica
- Benfica → Alameda

## Ligações Externas
- O comércio na Estrada de Benfica: Artigo sobre a relação do comércio tradicional com o centro comercial Colombo. Benfica: Comércio tradicional e Colombo… David e Golias? 03 Dezembro 2008.[ligação inativa]. Acedido a 05 Dezembro 2010.